# Norsk Romsenter

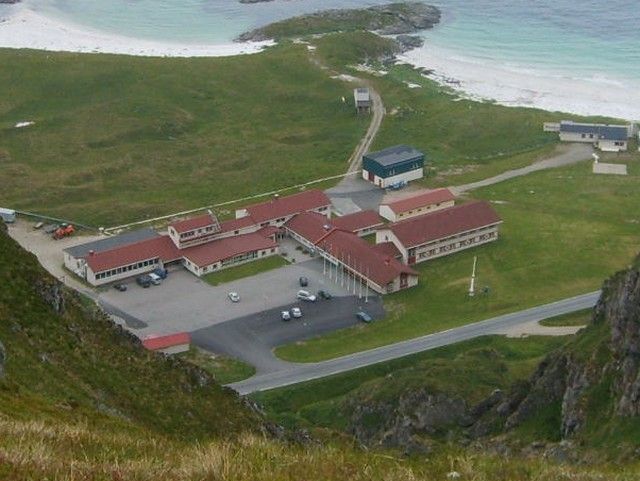
Andøya Space Center, Andøya

Norsk Romsenter (NRS) är den norska myndigheten ansvarig för rymdfart. Den ligger under Nærings- og handelsdepartementet. NRS förvaltar Norges deltagande i den Europeiska rymdorganisationen och är delägare i Andøya Rakettskytefelt. I engelskspråkig text omnämns myndigheten som Norwegian Space Agency (NOSA).
Norsk Romsenter äger den fiberkabel som har lagts mellan Harstad på  norska fastlandet och Svalbard via Andøya.